# Pesceana
Pesceana est une commune roumaine située dans le județ de Vâlcea.